# Justin Kripps
Justin Kripps est un bobeur canadien, né le 6 janvier 1987 à Naalehu (Hawaii).

## Biographie
Il commence le bobsleigh au niveau international en 2006. Il remporte sa première victoire en Coupe du monde en janvier 2008 à Cortina d'Ampezzo.
Aux Jeux olympiques d'hiver de 2010, il termine cinquième du bob à quatre.
Aux Championnats du monde 2012, il obtient une médaille de bronze dans l'épreuve par équipes mixtes.
Aux Jeux olympiques d'hiver de 2014, il termine sixième du bob à deux.
Aux Jeux olympiques d'hiver de 2018, il est sacré champion olympique du bob à deux.
Kripps annonce la fin de sa carrière en août 2022.

## Palmarès

### Jeux Olympiques
- : médaillé d'or en bob à 2 aux JO 2018.
- : médaillé de bronze en bob à 4 aux JO 2022.

### Championnats monde
- : médaillé d'argent en bob à 2 aux championnats monde de 2017 et 2019.
- : médaillé de bronze en bob à 4 aux championnats monde 2019.
- : médaillé de bronze en équipe mixte aux championnats monde de 2012 et 2015.

### Coupe du monde
- 2 globe de cristal : 
  - Vainqueur du classement bob à 2 en 2018.
  - Vainqueur du classement combiné en en 2018.
- 44 podiums  : 
  - en bob à 2 : 2 victoires, 9 deuxièmes places et 11 troisièmes places.
  - en bob à 4 : 5 victoires, 5 deuxièmes places et 12 troisièmes places.

#### Détails des victoires en Coupe du monde
| Édition   | Bob à 2   | Bob à 4                     |
| 2007-2008 |           | Cortina d'Ampezzo           |
| 2013-2014 | Königssee |                             |
| 2017-2018 | Altenberg |                             |
| 2018-2019 |           | Lake Placid                 |
| 2019-2020 |           | Lake Placid x2 Saint-Moritz |